# Рейна, Анхель
Анхель Рейна (исп. Ángel Eduardo Reyna Martínez; родился 19 сентября 1984 года в Мехико, Мексика) — мексиканский футболист, атакующий полузащитник, бывший игрок сборной Мексики.

## Клубная карьера
Анхель — воспитанник футбольной академии столичной «Америки». После её окончания, он выступал в основном за резервную команду. В 2003 году Анхель в поисках игровой практики на правах аренды перешёл в «Леон». Спустя год, устав ждать своего шанса Рейна перешёл в «Сан-Луис». 31 июля 2005 года состоялся его дебют в мексиканской Примере. 5 февраля 2006 года в поединке против УНАМ Пумас Анхель забил свой первый гол. В 2007 году Рейна перешёл в «Некаксу» на правах аренды, соглашение было рассчитано на один сезон. 3 февраля 2008 года в матче против Пуэблы он забил свой первый гол за новую команду. После окончания аренды полузащитник возвратился в команду, но «Сан-Луис» вновь отдал Рейну в аренду — в родную «Америку».
В матче Интерлиги против «Гвадалахары» Рейна дебютировал за «Америку». 25 января в поединке против Толуки он дебютировал за столичную команду в чемпионате. 22 февраля в матче против УАНЛ Тигрес Анхель забил свой первый гол за Америку.
По окончании сезона столичный клуб покинул основной бомбардир Сальвадор Кабаньяс и «Америка» выкупила контракт Анхеля. Рейна сразу начал оправдывать оказанное доверие, забив в 16 матчах семь мячей, включая 9000-й гол, забитый на стадионе Ацтека, в поединке против «Пачуки». 4 апреля 2011 года в матче против «Пуэблы» Рейна оформил свой первый хет-трик в карьере и помог своему клубу одержать тяжёлую победу со счётом 5:4. 1 мая 2011 года в поединке против УНАМ Пумас Анхель забил гол в конце матча и принёс своей команде золотые медали Клаусуры 2011, а себе — звание лучшего бомбардира и лучшего атакующего полузащитника чемпионата. Он также стал вторым мексиканцем после Куатемока Бланко, который стал чемпионом и одновременно лучшим бомбардиром турнира. 24 октября 2011 года Рейна был отстранён от выступлений за клуб из-за оскорбления капитана Акивальдо Москеры и своих партнёров после проигранного «Гвадалахаре» поединка.
21 декабря 2011 года Анхель подписал контракт с «Монтерреем». 8 января 2012 в матче против «Хагуарес Чьяпас» Рейна дебютировал за новую команду. 12 февраля в поединке против «Гвадалахары» он забил свой первый гол за «полосатых», который помог одержать победу со счётом 2:0. В своём дебютном сезоне за «Монтеррей» Анхель забил четыре гола, отдал три голевые передачи и помог команде занять второе место в чемпионате и Лиге чемпионов КОНКАКАФ. В начале 2013 года Рейна на правах аренды перешёл в «Пачуку». 6 января в матче против «Атланте» он дебютировал за новую команду, заменив во втором тайме Кристиана Суареса. 17 февраля в поединке против «Крус Асуль» Анхель забил свой первый гол за «Пачуку».
Летом 2013 года Рейна перешёл в «Веракрус». 21 июля в матче против «Чьяпас» он дебютировал за «акул». В этом же поединке Рейна забил свой первый гол за «Веракрус». По окончании сезона Анхель покинул команду и подписал соглашение с «Гвадалахарой». 21 июля 2014 года в матче против «Чьяпас» он дебютировал за новый клуб. 19 января 2015 года в поединке против УНАМ Пумас Рейна забил свой первый гол за «Гвадалахару».

## Международная карьера
25 февраля 2010 года тренер в товарищеском матче против сборных Боливии Рейна дебютировал за сборную Мексики, заменив во втором тайме Хавьера Эрнандеса.
В 2011 году он в составе национальной сборной выиграл Золотой кубок КОНКАКАФ. На турнире Анхель принял участие в матчах против сборных Гватемалы, Кубы, Коста-Рики и Сальвадора.
13 октября 2012 года в поединке отборочного раунда к чемпионату мира 2014 против сборной Гайаны Рейна забил первый гол за национальную команду. В 2013 году в составе сборной Анхель принял участие в Кубке Конфедераций. На турнире он был запасным и на поле не вышел.

### Голы за сборную Мексики
| #   | Дата            | Место                               | Противник   | Счёт | Результат | Соревнование                     |
| --- | --------------- | ----------------------------------- | ----------- | ---- | --------- | -------------------------------- |
| 01. | 13 октября 2012 | Релайант, Хьюстон, США              | Гайана      | 0:5  | 0:5       | Чемпионат мира 2014 квалификация |
| 02. | 14 августа 2013 | МетЛайф Стэдиум, Ист-Ратерфорд, США | Кот-д’Ивуар | 4:1  | 4:1       | Товарищеский матч                |

## Достижения
Командные
 «Монтеррей»
- Победитель Лиги чемпионов КОНКАКАФ — 2011/2012

Международные
 Мексика
- Золотой кубок КОНКАКАФ — 2011

Индивидуальные
- Лучший Атакующий полузащитник Клаусуры 2011
- Лучший бомбардир Клаусуры 2011 — 13 мячей